# 無煙炭

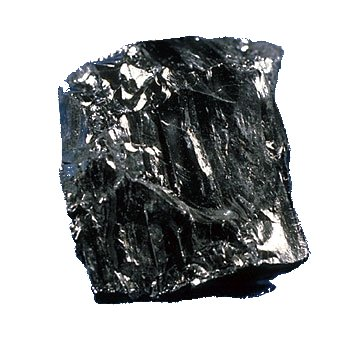
無煙炭

無煙炭（むえんたん、アンスラサイト、英語: Anthracite）とは最も炭化度の進んだ石炭。炭素含有量90%以上。石炭化度が高く、他の石炭類と比較し燃焼時の煤煙や臭いが非常に少ない。比重は1.32-1.7。硬度は2-2.5。

## 産地
国別の確認可採埋蔵量はアメリカが1159億トン（シェア22％），次いでインド824億トン（16％），中国622億トン（12％）である。採掘地としては中国が多い。
- 日本

大嶺、秋田、筑豊、海軍炭鉱(新原)、天草などに少量産出する。かつて海軍が艦船用や工廠用に海軍炭鉱として採掘をしていた事が有った。いずれも新生代第三紀層のもので新しく、瀝青炭・褐炭などが火山岩の熱を受けて炭化の進んだ煽石が多い。国内での大規模採炭としては1970年（昭和45年）の宇部興産山陽無煙炭閉山が最後となった。
- アメリカ

ペンシルベニア州北東部には石炭地帯（Coal Region）と呼ばれる無煙炭の産出地が広がり、63億トンの埋蔵量が残っている。19世紀中盤から20世紀初頭にかけては、地域内にはスクラントンやウィルクスバリなどの炭鉱の街が栄えた。1962年に坑内火災を起こしたセントラリア炭田は、事故以前には良質な無煙炭を産出していた。1995年には約2千人が同地帯で従事していた。現在石炭業は州内総生産の1％に寄与するのみで、閉山炭鉱からの石炭残滓の埋め戻しも行われている。
コロラド州Crested Butte炭田は閉山している。
- カナダ

アルバータ州のCrow's Nest
- ペルー

アンデス地域

## 用途
家庭用の練炭の原料やカーバイドの原料、粉鉄鉱石を塊状に焼結する焼結炉に使われる。煙が少なく発熱量が高いため（ただし揮発分が少なく、着火性に劣る）、隠密性と機動性が求められる軍艦艇の蒸気機関燃料として向いており、昭和の前半に海軍燃料の中心が石油へ転換するまでは重要だった。その後、煤煙が問題視されていた蒸気機関車用燃料としても多く活用された。焼結に使用可能な低燐のものは原料炭の一種として高価格で取引される。
その他、電極原料などにも使用される。